# Hjerm Østre Sogn
Hjerm Østre Sogn var et sogn i Struer Provsti (Viborg Stift).
Hjerm Østre Kirke blev opført i 1904, og den østlige del af Hjerm Sogn blev et kirkedistrikt i det store sogn, der hørte til Hjerm Herred i Ringkøbing Amt. Hjerm sognekommune inkl. kirkedistriktet blev ved kommunalreformen i 1970 indlemmet i Struer Kommune.
Da kirkedistrikterne blev afskaffet 1. oktober 2010, blev Hjerm Østre Kirkedistrikt udskilt fra Hjerm Sogn som det selvstændige Hjerm Østre Sogn.
1. januar 2024 blev sognet atter sammenlagt med Hjerm Sogn
Stednavne, se Hjerm Sogn.